# Vesnické křížové procesí na Velikonoce
Vesnické křížové procesí na Velikonoce (rusky Сельский крестный ход на Пасхе) je název obrazu ruského realistického malíře Vasilije Grigorjeviče Perova z roku 1861.
VG Perov byl umělec-demokrat, bojující za ideové, realistické umění. Jeho tvorba, gradující v šedesátých letech, naplno odrážela sociálně-psychologické aspekty života prostého lidu. Ovlivněn revolučním odkazem ruských demokratů, usilujících zbavit zemi jha zaostalosti, bídy a útlaku, jeho díla odrážely nejtypičtější myšlenky té doby. Jednou z nich byl bezútěšný obraz ruské vesnice. Tuto tematiku nechal naplno vyniknout na malbě Vesnická křížová procesí na Velikonoce.

## Okolnosti vzniku díla
První Perovovo významné dílo mělo původně vzniknout jako soutěžní práce. V roce 1861 získal Perov jako student Moskevské školy malířství, sochařství a architektury za malbu Kázání na venkově zlatou medaili. Potěšen tímto úspěchem, rozhodl se zúčastnit další umělecké soutěži vyhlášené Akademií umění. Skica tužkou s názvem Vesnická křížová procesí na Velikonoce však byla odbornou komisí odmítnuta.
Navzdory tomuto neúspěchu ještě v témže roce (mezitím dokončil obraz Kázání na venkově) namaloval obraz se stejným názvem i námětem. Dílo se svým satirickým obsahem stalo "nejrevolučnějším" uměleckým projevem autora v celé jeho dosavadní tvorbě.

## Námět a kompozice
Perov podává ve svém díle obraz zastrčené ruské vesnice poloviny 19. století. Zachycuje velikonoční průvod, ale dojem z něj není ani zdaleka sváteční. Na pozadí pochmurného jarního dne se zataženou větrnou oblohou vychází z domu na okraji vesnice nevelké procesí slavící svátek Kristova zmrtvýchvstání. Pochmurnost dotvářejí i kaluže vody na rozbahněné cestě.
V centru kompozice je postava opilého popa, který stojí na verandě domu. Jelikož se sotva drží na nohou, opírá se o sloup verandy, aby udržel své tučné tělo na nohou a zachoval tak jakous takous důstojnost. Při popových nohou leží stejně opilý starý ministrant s kadidlem. Při pádu mu do bláta padla i modlitební knížka. Skupinu duchovních, která je středobodem Perovovy satiry, doplňují osoby s druhořadým významem: žena polévající muže, který se opil do němoty, a opilý vesničan, válící se v blátě vpravo pod verandou. Perov dále děj rozvíjí a diváka provází chaotickým pochodem sedláků nesoucích ikony. Důležitou postavou kompozice je stařec, který obrátil ikonu hlavou dolů a nevšiml si, že se onuce vláčejí v blátě.
Vesnické procesí bylo považováno za dosud nejvýznamnější Perovovo dílo. Obraz se vyznačuje nejen ostrým až zesměšňující výrazem, kterým umělec kritizoval tehdejší společenské a sociální poměry v zemi, alkoholismus a bídu, ale i svou výpravností, která umožnila výtvarnými prostředky věcně a poutavě vyprávět děj. Nezanedbatelným výrazovým prostředkem díla je země, která pomohla malíři naplno zhmotnit jeho tvůrčí záměr.
Perov se obrazem obrátil na prostého člověka s poukazem na nešvary ve společnosti. Vzhledem k tomu bylo od počátku jasné, že kritika dílo odmítne.

## Další osud díla
Obraz se v následujícím roce objevil na stálé výstavě Společnosti pro podporu umění v Petrohradě a okamžitě upoutal pozornost obrovského počtu diváků. Zaujalo jejich smělé a nemilosrdné usvědčení duchovenstva téměř neznámým umělcem. Brzy však následoval příkaz obraz, ... „jehož odpuzující obsah si nárokoval odhalovat nemravné“, z výstavy odstranit a zákaz reprodukovat ho v tisku. Perov obraz odnesl. Téměř vzápětí ho pro svou rodící se galerii koupil významný sběratel umění Pavel Michajlovič Treťjakov.